# Cotoneaster neopopovii
Cotoneaster neopopovii är en rosväxtart som beskrevs av S.K. Cherepanov. Cotoneaster neopopovii ingår i släktet oxbär, och familjen rosväxter. Inga underarter finns listade i Catalogue of Life.